# أديسون راي
أديسون راي إيسترلينج (ولدت في 6 أكتوبر 2000) هي شخصية وراقصة الأمريكية في وسائل التواصل الاجتماعي تنشئ مقاطع فيديو على تيك توك. اعتبارًا من يوليو 2020 جمعت أكثر من 88 مليون متابع على المنصة الاجتماعية كونها الشخص الثالث الأكثر متابعة على المنصة بعد خابي لام ومستر بيست .
كتب مغني الراب الأسترالي ذا كيد لاروي أغنية تحمل اسمها.

## السيرة
ولدت أديسون راي إيسترلينج في 6 أكتوبر 2000 لمونتي لوبيز وشيري إيسترلينج. لديها أيضا شقيقين. نشأت في لافاييت بلويزيانا وحضرت أكاديمية كالفاري المعمدانية للرقص في شريفبورت في لويزيانا.
كانت جزءً من مجموعة تيك توك التعاونية ذا هايب هاوس مع 18 آخرين، بما في ذلك تشارلي وديكسي داميليو.
في يناير 2020، وقعت مع وكالة المواهب دبليو إم إي.

## روابط خارجية
- أديسون راي على موقع IMDb (الإنجليزية)
- أديسون راي على موقع ميتاكريتيك (الإنجليزية)
- أديسون راي على موقع روتن توميتوز (الإنجليزية)
- أديسون راي على موقع قاعدة بيانات الأفلام العربية
- أديسون راي على موقع ألو سيني (الفرنسية)
- أديسون راي على موقع ميوزك برينز (الإنجليزية)
- أديسون راي على موقع أول ميوزيك (الإنجليزية)
- أديسون راي على موقع قاعدة بيانات الفيلم (الإنجليزية)
- أديسون راي على تيك توك
- أديسون راي على إنستغرام
- أديسون راي في قاعدة بيانات الأفلام على الإنترنت